# Jerzy Schwarz
Jerzy Wacław Schwarz (ur. 12 czerwca 1940 w Wysokiej, zm. 9 listopada 2018 w Sopocie) – polski działacz partyjny i piłkarski, inżynier rolnik, w latach 1982–1987 wicewojewoda gdański.

## Życiorys
Syn Antoniego i Leokadii. W młodości był piłkarzem klubów LZS Lubichowo i LZS Czarny Las. Ukończył studia magisterskie z inżynierii rolnictwa. Zaangażował się w działalność polityczną w ramach Zjednoczonego Stronnictwa Ludowego. Został prezesem miejskich struktur partii w Sopocie i ostatnim szefem ZSL w województwie gdańskim. Od 1982 do 1987 pełnił funkcję wicewojewody gdańskiego, zasiadał też w Wojewódzkiej Radzie Narodowej w Gdańsku, od 1988 będąc jej wiceprzewodniczącym. W 1989 kandydował do Sejmu w okręgu nr 23 (zajął ostatnie, trzecie miejsce wśród kandydatów ZSL).
W latach 1983–1991 pozostawał prezesem Gdańskiego Okręgowego Związku Piłki Nożnej, w późniejszym okresie był rzecznikiem etyki Pomorskiego Związku Piłki Nożnej oraz należał do krajowego zarządu Polskiego Związku Piłki Nożnej. Został także szefem rady wojewódzkiej Pomorskiego Zrzeszenia Ludowych Zespołów Sportowych. Pod koniec życia zasiadał w radzie programowej TVP Gdańsk. Zajął się również działalnością biznesową.
Wyróżniony Srebrnym Medalem PZPN. 14 listopada 2018 został pochowany na cmentarzu katolickim w Sopocie.